# 恋する母たち
『恋する母たち』（こいするははたち、英語: koi haha）は、柴門ふみによる漫画作品。女性週刊誌『女性セブン』（小学館）2017年1月5日発売号から2020年7月30日発売号（8月13日号）まで連載された。
2020年10月期にTBS系「金曜ドラマ」でテレビドラマ化された。

## 概要
私立のエリート男子校に通う息子を持つ45歳前後の母親たちの人妻としての不倫が女性目線で描かれている。柴門が不倫関連の漫画を描こうと思ったきっかけは世の中にあまりにも不倫する人が多いことに驚いたことだという。ある芸能人同士との不倫関係が発覚した時には「あれだけ大騒ぎするということは皆さんが興味を持っているということ」だと思ったといい、「やりたいけど我慢している人も多いのでは」と語る。だからこそこの漫画を読んでその溜まった感情を吐き出してほしいという。柴門曰く「ここ10年ほどで私の周りに起きた出来事の総決算なので逃げずに真正面からぶつかっていく」覚悟で描くという。

## 登場人物

### 主人公
石渡杏（いしわたり あん）〈42〉
駅前不動産屋でパート勤務をしている女性。
夫が失踪してからは、長男・研との2人暮らし。
蒲原まり（かんばら まり）
専業主婦で弁護士をしている夫と高校生の息子と小学生の長女と幼稚園年中組の次女との5人暮らし。　
林優子（はやし ゆうこ）
コジカビールの社員。宣伝部課長。
小説家志望の夫と不登校の高校生の長男との3人暮らし。

### 主人公たちを取り巻く男性達
斉木巧（さいき たくみ）
週刊誌記者。離婚した妻・由香が杏の夫と駆け落ちしたことで杏と知り合う。
由香の浮気癖は知っていたが、仕事でほったらかしにしていた負い目もあり見てみぬフリをしていたが、今回ばかりはさすがに見過せず杏に事情を話した。
杏と話すうちに、惹かれるようになり関係を持つ。
今昔亭丸太郎（こんじゃくてい まるたろう）
バツ3の落語家でチャリティーコンサートの会場でまりと知り合う。
嫌がるまりを強引に誘っている。
赤坂剛（あかさか ごう）
コジカビールの社員。優子の同僚。
2年前に営業部から宣伝部に異動。

## 書誌情報
- 柴門ふみ（作）『恋する母たち』、小学館〈ビッグコミックス〉、全7巻
  1. 2018年5月30日発売、ISBN 978-4-09-860030-4[小 1]
  2. 2018年5月30日発売、ISBN 978-4-09-860031-1[小 2]
  3. 2018年9月28日発売、ISBN 978-4-09-860109-7[小 3]
  4. 2019年3月29日発売、ISBN 978-4-09-860273-5[小 4]
  5. 2019年9月30日発売、ISBN 978-4-09-860430-2[小 5]
  6. 2020年4月27日発売、ISBN 978-4-09-860665-8[小 6]
  7. 2020年10月23日発売、ISBN 978-4-09-860819-5[小 7]

## テレビドラマ
2020年10月23日から12月18日までTBS系「金曜ドラマ」にて毎週金曜 22時00分 - 22時54分に放送。主演は木村佳乃。
キャッチコピーは「夫がいて、子供がいて、好きな男もいて。」。

### キャスト

#### 主要人物
石渡杏〈42〉
演 - 木村佳乃
11年前に夫の慎吾が失踪してから、息子の研をシングルマザーとして育てている。高根不動産に勤務。斉木から与論島で慎吾らしき人に会ったと聞き、与論で離婚。届を出した日に斉木から告白され、交際を始め再婚。夫婦で犬を買うことが夢だった。斉木との子供を妊娠するが流産する。コロナ禍ですれ違った末斉木から「鬱陶しい」と言われてしまい、さらに慎吾の言葉もあり離婚を決意。離婚した後、「斉木の人生に関わっていたい」との思いから、斉木が独立した建築事務所で秘書をしている。
林優子
演 - 吉田羊
大手食品メーカー「コジカフーズ」の宣伝部課長。メガネをかけているが、それは「優子ちゃんが美人だから不倫する」と言ったシゲオとの約束だから。千葉支店の営業部長に就任しキャリアを積むが、与論に移住するシゲオや息子の大介とは単身赴任。実は大介の実の父親はシゲオではなく、別の男性である。部下の赤坂と不倫するもシゲオに見つかり一旦は別れる。後にシゲオとは離婚するが、シゲオの小説を一番に読んだり、食事をするなど関係は良好な様子。大介の親権も持つ。結婚式を投げ出し自分のもとに来た赤坂とは、結婚はしないが一緒に暮らすことを提案する。2022年には役員に昇進している。家事が全く駄目。
蒲原まり
演 - 仲里依紗
タワーマンションの高層階に住むセレブ妻。チャリティイベントで出会った丸太郎を最初は疎むが次第に惹かれていく。7話で夫が弁護士の業務停止処分を受けたことで生活は一変。弁当屋のパートを始めるもクビになる。綾子にスカウトされ「お買い物チャンネル」で「ハリパワー」の宣伝を始めるが、繁樹の妻であることがバレ炎上、降板する。杏の結婚式の夜に繁樹から迫られ妊娠するが、24時間以内に丸太郎とも床を共にしたため父親はどちらか分からない。後に次男である創を出産。公認会計士の試験に合格した繁樹に離婚の意志を伝え、北海道の実家に帰ろうとしたところを丸太郎が迎えに来て彼の家で華奈と創と4人で暮らす。繁樹と離婚後、丸太郎と再婚し、綾子に「お買い物チャンネル」の仕事をもう一度やりたい旨を伝えに行く。
斉木巧〈43〉
演 - 小泉孝太郎
慎吾の駆け落ち相手の由香の夫。杏が離婚した当日に告白。建設会社を辞めて週刊誌の編集部で働いていたが退職、一級建築士を目指して大学で同期だった橋本完の事務所で働く。一級建築士の試験には合格し、念願かなって独立をする。筍が嫌い。
今昔亭丸太郎
演 - 阿部サダヲ
人気落語家。チャリティイベントでまりに一目惚れし、猛アタックする。バツ3で、最初の妻が後の妻に嫌がらせをするため結婚はしないと決めていたが最初の妻は死去。まりにプロポーズする。最終話では空港にまりを迎えに行き、華奈と創と4人で暮らす。本名は河原芳人。

#### 石渡家の関係人物
石渡研
演 - 藤原大祐（幼少期：川原瑛都）
杏の一人息子。麻蔵学園高校に通う。入学当初成績はビリから2番目。慎吾が見つかったと杏から聞かされた時は、「父親はいないと思って生きてきた」と会うのを拒否する。杏から斉木との交際を知らされた時は肯定的だったが、斉木が慎吾の駆け落ち相手の元夫だと知ると杏を拒絶。杏の再婚後は綾子の家に住み、慎吾に勉強を教えてもらうと成績は急上昇。高校卒業後は東京大学に進学、再度杏と同居している。
石渡慎吾
演 - 渋川清彦
失踪した杏の夫。11年前に当時斉木の妻だった由香と与論に駆け落ち。崖から落ちたことで記憶を喪失した。なお、杏がやってきた時には由香とは別れていたが、別の女性と暮らしていた。杏との過去が島に知れ渡ってしまってからは家を追い出され、綾子のもとに身を寄せる。綾子の会社で雇われ働くうち、記憶も取り戻す。2022年7月には、会社の別の女性と結婚するため綾子の家を出た。
石渡綾子
演 - 夏樹陽子
慎吾の母。会社を経営する女社長。「お買い物チャンネル」で「ハリパワー」という化粧品を売っている。まりを見出し、スカウトする。
斉木由香
演 - 瀧内公美
斉木巧の前妻。
高根豊子
演 - 山村美智
高根不動産の社長。杏の事情を聞き、雇うことを決意。

#### 林家の関係人物
林大介
演 - 奥平大兼（幼少期：長尾翼）
麻蔵学園高校に通う林家の一人息子。成績優秀だが、引きこもっている。シゲオと与論に移住するため麻蔵学園高校を退学する。実はゲイで、研に好意を持っている。2022年時点では東京大学に進学している。
林シゲオ
演 - 矢作兼
優子の夫。玲瓏文藝賞を受賞したものの、それから鳴かず飛ばずの売れない小説家。小説を書きながら主夫として生活している。大介の父親が自分ではないことを知りつつ、結婚を承諾した。実家が与論島にあり、そこで大介と移住しフリースクールを開くため与論に移住。大介をモデルにした小説「エシャロット」が大ヒット。
赤坂剛
演 - 磯村勇斗
宣伝部社員。仕事が出来て有望な若手。京大出身。優子に惹かれ大胆にアプローチし続けるが、優子と別れたことでその心の隙間を埋めるように有馬と再び交際し、結婚を決める。しかし、有馬が二股していたことや自分の本当の気持ちを考え、結婚式を投げ出し優子のもとへ行く。会社を辞め、友人と食品に特化した新しいコンサルティングビジネスを始める。
有馬ひとみ
演 - 結城モエ
赤坂の同期。赤坂に好意を寄せており、結婚まで持っていくが実は既婚者と不倫していた。
加島宣伝部長
演 - 中野剛
八木尚人
演 - カズマ・スパーキン
小森琴美
演 - 小野寺ずる
柳常務
演 - 小松和重
藤井卓也
演 - 久保田創

#### 蒲原家の関係人物
蒲原繁秋
演 - 宮世琉弥（幼少期：相澤荘太）
まりの息子。麻蔵学園高校に通う蒲原家の長男。成績は最下位。まりの見ていた今昔亭丸太郎の落語DVDに影響され、ラップ「まんじゅうこわい」を制作。自分の才能で生きていくことを認めてくれない繁樹とは仲が悪く、不倫していたこともありまりに離婚を勧め、離婚を承諾しない繁樹を説得する。自身はレコード会社の寮に引っ越し、麻蔵学園高校は退学。2022年時点でもラッパーとして活動しているようで、研と大介にライブチケットを渡す。
蒲原繁樹
演 - 玉置玲央
まりの夫。大手町に事務所を持つエリート弁護士。部下の山下のり子と不倫していたが、別れて解雇する。その腹いせで週刊誌に高村友市の政治資金流用疑惑の情報をリークされ、弁護士業務停止処分を受ける。タワーマンションから引っ越した後は意気消沈し何もしない日々を送っていたが、お買い物チャンネルで生き生きと活躍するまりに感化され、公認会計士の試験を受ける。合格したことを確認したまりから離婚の意志を告げられたものの、自身はやり直したかったため承諾しなかった。しかし、繁秋に説得されたこともあり最終的には離婚する。
蒲原奈々
演 - 茅本梨々華
蒲原家の長女。弁護士を目指している。まりと繁樹の離婚に反対するも、繁樹に着いていく。
蒲原華奈
演 - 金子莉彩
蒲原家の次女。
山下のり子
演 - 森田望智
繁樹の不倫相手である新人弁護士。繁樹と別れてから、週刊誌へのリークなど蒲原家に様々な嫌がらせをする。2020年時点では結婚し、自分の弁護士事務所も持った模様。

#### ゲスト
第1話
- 柴崎（麻蔵学園高校 1年担任） - 長谷川朝晴（第5話）
- 佐々木義雄（慎吾の元上司） - 宮崎吐夢
- 園部よし子（まりの友人） - 馬場園梓（アジアン）
- パーティの司会 - 瀧川英次
- 石川（学年成績トップの子の母） - 加茂美穂子

第5話
- 原口（コジカフーズ 社長） - 井上肇 （最終話）

第6話
- 熊田学（コジカフーズ 千葉支店営業部） - 田中要次（第7話）
- 生島達治（コジカフーズ 千葉支店営業部） ‐ 水野智則（第7話）
- 片岡（コジカフーズ 千葉支店 営業部長） - 川守田政人（第7話）
- 塚越（食品卸会社の社長）- 尾美としのり（第7話）
- 潮田（レコード会社の社員）- 岩谷健司

第7話
- 橋本完（斉木の友人・一級建築士） - 本多力（第8話・最終話）
- 里見隆一郎（房総酒場 社長） - 廣川三憲
- 犬飼洋一（房総酒場 本店店長） - 永野宗典（第8話）
- さなり（ラップアーティスト） - さなり（本人役）

### スタッフ
- 原作 - 柴門ふみ 『恋する母たち』（女性セブン / 小学館連載中）
- 脚本 - 大石静
- 音楽 - 出羽良彰、兼松衆
- 主題歌 - 松任谷由実「知らないどうし」（ユニバーサルミュージック / EMI Records）
- 落語指導 - 入船亭扇遊
- 演出 - 福田亮介、吉田健
- チーフプロデューサー - 磯山晶
- プロデューサー - 佐藤敦司
- 編成 - 宮﨑真砂子
- 製作 - TBSスパークル、TBS

### 放送日程
| 話数                                                                        | 放送日   | サブタイトル                         | 演出     | 視聴率 |
| --------------------------------------------------------------------------- | -------- | ------------------------------------ | -------- | ------ |
| 第1話                                                                       | 10月23日 | 危険な恋が走り出す 母だって女だもの… | 福田亮介 | 10.5%  |
| 第2話                                                                       | 10月30日 | 部下の壁ドン! 与論島の謎             | 福田亮介 | 07.4%  |
| 第3話                                                                       | 11月06日 | もう我慢できない                     | 福田亮介 | 07.8%  |
| 第4話                                                                       | 11月13日 | 今夜衝撃の修羅場                     | 吉田健   | 07.8%  |
| 第5話                                                                       | 11月20日 | 恋の代償を払う時                     | 吉田健   | 08.2%  |
| 第6話                                                                       | 11月27日 | 息子と友達より大事な男               | 福田亮介 | 08.5%  |
| 第7話                                                                       | 12月04日 | 君と子どもを一生守る!                | 吉田健   | 07.7%  |
| 第8話                                                                       | 12月11日 | 3人を翻弄する運命の嵐                | 吉田健   | 08.8%  |
| 最終話                                                                      | 12月18日 | これが私たちの生きる道               | 福田亮介 | 10.3%  |
| 平均視聴率 8.6%（視聴率はビデオリサーチ調べ、関東地区・世帯・リアルタイム） |          |                                      |          |        |

### スピンオフドラマ
『恋する男たち』（こいするおとこたち）のタイトルで、2020年10月23日の本編第1話の放送終了後からParaviで配信中。本編では描かれない裏側の物語が男性目線で描かれる。

#### キャスト（恋する男たち）
- 赤坂剛 - 磯村勇斗
- 林大介 - 奥平大兼
- 蒲原繁秋 - 宮世琉弥
- 石渡研 - 藤原大祐
- 石渡慎吾 - 渋川清彦
- 蒲原繁樹 - 玉置玲央
- 林シゲオ - 矢作兼
- 今昔亭丸太郎 - 阿部サダヲ

#### ゲスト（恋する男たち）
第2話
- 小百合（スナック小百合の店主）- はるな愛

第3話
- 瀬川（繁樹の部下）- 山口森広

第5話
- 三橋えみり（シゲオの小説の編集担当者）- 磯山さやか
- 村田琴音（スーパー店員）- 牧野莉佳
- やすはら（スーパー店員）- 松本海希

最終話
- 詩織（丸太郎の2度目の妻）- 松本若菜[12]
- 今昔亭丸繁（丸太郎の兄弟子）- 森脇健児
- 明日香（丸太郎の3度目の妻）- 岸明日香
- 居酒屋の店員 - 石塚奈津美
- 田丸愛子（詩織の隣人）- 壇蜜[12]

#### スタッフ（恋する男たち）
- 脚本 - 福田哲平
- 音楽 - 出羽良彰、兼松衆
- 演出 - 吉田健、濱野大輝、古林淳太郎
- チーフプロデューサー - 磯山晶
- プロデューサー - 佐藤敦司
- 製作 - TBSスパークル、TBS

#### 配信日程
| 各話   | 配信日   | サブタイトル                    | 演出       |
| ------ | -------- | ------------------------------- | ---------- |
| 第1話  | 10月23日 | 石渡慎吾編=妻を捨てる男         | 吉田健     |
| 第2話  | 10月30日 | 赤坂剛編=運命の恋に出会う男     | 吉田健     |
| 第3話  | 11月06日 | 蒲原繁樹編=禁断の社内恋愛!      | 古林淳太郎 |
| 第4話  | 11月20日 | 息子たち編=落ちこぼれ三銃士の夏 | 濱野大輝   |
| 第5話  | 12月04日 | 林シゲオ編=片想いの愛妻家       | 古林淳太郎 |
| 最終話 | 12月18日 | 今昔亭丸太郎編=愛されすぎる夫   | 濱野大輝   |

- 11月13日・27日・12月11日は休止。

| TBS系 金曜ドラマ                                                    | TBS系 金曜ドラマ                           | TBS系 金曜ドラマ                       |
| 前番組                                                              | 番組名                                     | 次番組                                 |
| ------------------------------------------------------------------- | ------------------------------------------ | -------------------------------------- |
| キワドい2人-K2-池袋署刑事課 神崎・黒木 （2020年9月11日 - 10月16日） | 恋する母たち （2020年10月23日 - 12月18日） | 俺の家の話 （2021年1月22日 - 3月26日） |